# 萨莉·亨特
萨莉·亨特（英語：Sally Hunter，1985年4月13日—），澳大利亚女子游泳运动员，主攻蛙泳。她曾代表澳大利亚参加2014年英联邦运动会游泳比赛，获得一枚金牌和一枚银牌。